# San Cristóbal de Zalamea
San Cristóbal de Zalamea, o comúnmente Docenario, es una pedanía del municipio español de Zalamea de la Serena, perteneciente a la provincia de Badajoz (comunidad autónoma de Extremadura).
Pertenece a la comarca de La Serena y al Partido judicial de Castuera.
Es un pueblo de regadío, alimentado por las aguas de la presa de Zalamea, abasteciendo a sus 42 habitantes (INE, 2020), dedicados al cultivo de 36 parcelas y 37 huertos. La explotación ganadera es, eminentemente, vacuna.[cita requerida]
Docenario es un pueblo de colonización, uno de los pueblos más bonitos del llamado Plan Badajoz a juzgar por los arquitectos que lo diseñaron.[cita requerida]
Celebra sus fiestas el 15 de mayo en honor de su patrón, San Isidro Labrador.